# Вальдивійські помірні дощові ліси
Вальдивійські помірні дощові ліси (ВПДЛ) — тип екорегіону помірних широколистяних та мішаних дощових лісів на західному узбережжі Південної Америки, переважно в Чилі і окремими ділянками в Аргентині. Є частиною неотропічної екозони. Ліси названі за назвою чилійського міста Вальдивія.

## Розташування
ВПДЛ розташовані на відносно вузькій прибережній смузі між Тихим океаном на заході, і Південними Андами на сході, приблизно від 37° до 48° південної широти. Північніше 42°, Чилійський прибережний хребет прямує уздовж узбережжя, на схід від цього пасма з півночі на південь прямує Центральна долина Чилі що розташована між Чилійським прибережним хребтом і Андами. Південніше від 42°, Чилійський прибережний хребет продовжується у вигляді пасма прибережних островів, у тому числі Чилое і архіпелаг Чонос, в той час як «Центральна долина» занурена під воду і прямує як затока Корковадо.
Велика частина екорегіону була покрита Патагонським льодовиковим щитом та іншими льодовиками під час останнього льодовикового максимуму, які спускалися з Анд, численні озера Чилійського озерного району в центральній частині екорегіону спочатку були льодовиковими долинами, в той час як південна частина області має безліч фіордів створених льодовиками.
На північ ВПДЛ змінюються середземноморськими субтропічними лісами екорегіону Чилійський Маторраль. Декілька острівців ВПДЛ є на півночі Чилі — Національний парк Боске-Фрай-Хорхе — релікти останнього льодовикового максимуму. На південь лежить екорегіон Магелланові субполярні ліси. Помірні екорегіони ВПДЛ, Маторраль і Магелланові субполярні ліси ізольовані від субтропічних і тропічних лісів півночі Південної Америки пустелею Атакама на північ від Маторраль, горами Анди, і через дощовий сутінок Анд сухими аргентинськими луками на сході. В результаті ліси помірного клімату розвивалися у відносній ізоляції, з високою кількістю ендемічних видів.

## Клімат
Так як ВПДЛ знаходяться південніше 40°, вони перебувають під сильним впливом західних вітрів. Волога що надходить із західним вітром, конденсується і випадає у навітряному боці Анд. У той же час, океанічна течія Гумбольдта прямуюча на північ створює тумани на березі моря. Лінія дерев сягає висоти близько 2400 м на півночі екорегіону (35° пд.ш.) і спускається до 1000 м на півдні екорегіону. Влітку температура може сягати до 16,5 °C, взимку температура може опускатися нижче 7°C

## Флора
ВПДЛ є помірними широколистяними і змішаними лісами. ВПДЛ і Магелланові субполярні ліси є єдиними помірними вологими лісами в Південній Америці і одними з невеликого числа помірних вологих лісів у світі. Разом вони є другими за площею в світі, після Тихоокеанських помірних вологих лісів Північної Америки (які тягнуться від Аляски до північної Каліфорнії). ВПДЛ є притулком для антарктичної флори і має багато спільних родин рослин з помірними тропічними лісами Нової Зеландії, Тасманії і Австралії. Близько половина видів деревних рослин є ендемічними для цього екорегіону.

### Лісові екосистеми
Існують чотири основних типи лісових екосистем у ВПДЛ. У північній частині екорегіону це листяні ліси, де домінують два види південного буку: Nothofagus alpina і Nothofagus obliqua, це перехідна зона до середземноморських лісів на півночі.
До другого типу відносяться Вальдивійські лаврові ліси, що характеризуються різними широколистими вічнозеленими деревами, в тому числі Laureliopsis philippiana, Aextoxicon punctatum, Eucryphia cordifolia, Caldcluvia paniculata, і Weinmannia trichosperma, з підліском з Myrceugenia planipes, й Luma apiculata тощо.
Третій тип — ліси Патагонських Анд, які поширюються на височинах уздовж переднього гірського пасма Анд, де переважають вічнозелені хвойні дерева, в тому числі Araucaria araucana й Fitzroya cupressoides. Fitzroya cupressoides виглядає як велетенська секвоя, і є конкурентом в тривалості життя з Balfourianae, деякі дерева мають 3625 річних кілець . Ближче до лінії дерев, хвойні поступаються чагарникам Nothofagus.
Четвертий і останній тип — Північно-Патагонські ліси, які домінують у південній половині екорегіону, вічнозелені види, такі як широколисті Nothofagus dombeyi і Drimys winteri і хвойні Podocarpaceae, в тому числі Podocarpus nubigenus.

## Фауна
Серед тваринного світу звичайні реліктовий чилоеський опосум, найменший олень у світі пуду, чилійська кішка кодкод. У XX столітті інтродукований дикий кабан.

## Природоохоронні території

### Аргентина
- Національний парк Лос-Алеркес
- Національний парк Лос-Арраянес
- Національний парк Лаго-Пуело
- Національний парк Ланін
- Національний парк Науель-Уапі

### Чилі
- Природний пам'ятник Алерсе-Костеро
- Національний парк Боске-Фрай-Хорхе
- Національний парк Чилое
- Національний парк Уеркеуе
- Природний заповідник Уїло-Уїло
- Природний заповідник Лос Вертінтес
- Парк Онколь
- Природний парк Пумалін
- Національний парк Пуйеуе
- Національний парк Тантауко
- Національний парк Кеулат
- Національний заповідник Вальдивія
- Вальдивійський береговий заповідник
- Національний заповідник Вильярика

## Ресурси Інтернету
- Explore the Valdivian Coastal Reserve
- Photos of the Valdivian Rainforest [Архівовано 23 липня 2008 у Wayback Machine.]
- Valdivian temperate rain forests/Juan Fernandez Islands (World Wildlife Fund) [Архівовано 12 грудня 2008 у Wayback Machine.]
- Research at Chiloé Rain Forest
- Flora species from Valdivian rain forests [Архівовано 1 серпня 2020 у Wayback Machine.]

41°19′48.39″ пд. ш. 73°39′40.96″ зх. д. / 41.3301083° пд. ш. 73.6613778° зх. д.